# Västerbottens-Kuriren
Västerbottens-Kuriren, generalmente abreviado como VK, es un diario sueco, de pensamiento liberal, y escrito en sueco fundado en 1900. Se publica en la ciudad de Umeå (Västerbotten), en el norte del país. Cubre información regional de Västerbotten, y especialmente de Umeå, y la combina con noticias nacionales e internacionales. Durante los últimos veinte años ha sido uno de los tres diarios principales de Norrland (la parte norte del país). En 2008 el número de subscriptores era de 37 100.
Desde 1937 premia al mejor deportista y a la mejor deportista de Västerbotten con el premio «VK-priset». Entre los premiados se han encontrado Ingemar Stenmark, Anja Pärson, Marta Vieira da Silva y Assar Rönnlund.
Pertenece al grupo Västerbottens-Kuriren AB, abreviado normalmente com VK-group, grupo al que también pertenecen las publicaciones Västerbottens-Kuriren, Folkbladet, Totalt Umeå y Nöjesmagasinet City, y los sitios web vk.se y folkbladet.nu, así como las emisoras de radio Mix Megapol 104.2 Umeå y RIX FM 106.2 Umeå.